# Gabriel de Sinjar
Gabriel de Sinjar (Gaḅriyel d'Šiggar) fue un médico de la corte (drustbed) del Sah sasánida Cosroes II (r . 590–628). Jugó un importante papel en las rivalidades entre cristianos en el imperio Sasánida.

## Biografía

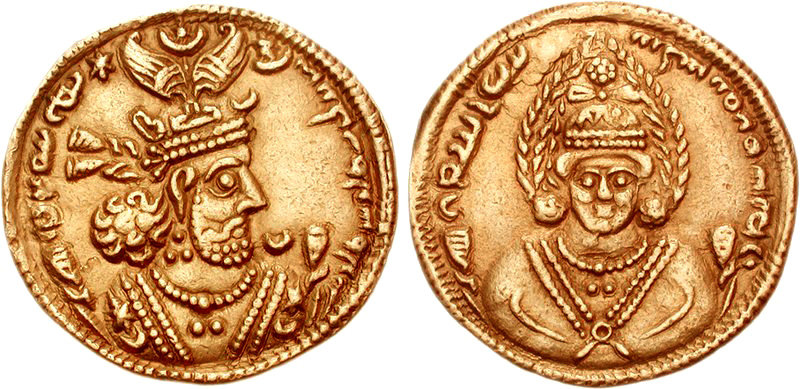
Moneda de Cosroes II (r. 590–628)

Gabriel nació en Sinjar dentro de una familia miafisita siria. Según un relato, se convirtió en médico de la corte (drustbed) después de curar la esterilidad de la esposa favorita del Sah, Shirin, quien finalmente dio a luz a un hijo llamado Mardanshah. Shirin se convirtió más tarde a la Iglesia ortodoxa siriana bajo la influencia de Gabriel e intentó reemplazar el diofisismo (Iglesia del Oriente) con el miafisismo como forma oficial de cristianismo en el imperio iraní.
Gabriel convenció al Sah de prohibir a la Iglesia de Oriente nombrar un nuevo líder después de la muerte de su Catolicós, Gregory. También trató de explotar la fragmentación de la Iglesia de Oriente para debilitarla: convenció a Cosroes II de convocar una disputa en su corte entre miafisitas y diofisitas, sabiendo que la Iglesia de Oriente tendría que producir una fórmula de fe que no sería aceptada universalmente por todos sus obispos. 
En la disputa 612, Babai el Grande presentó la primera cristología miafisita clara y "oficial" de los sasánidas que, como se esperaba, causó cismas entre los miembros de su iglesia. Durante la disputa, Jorge de Izla, un zoroástrico convertido a la Iglesia del Este, se opuso a la expulsión de Gabriel de los monjes diofisitas de sus monasterios. Gabriel tomó represalias acusando a George de apostasía de la religión estatal, provocando su ejecución por parte de las autoridades sasánidas en 615. La noticia de este evento circuló ampliamente entre las élites de Ctesifonte y demostró que el tribunal estaba dispuesto ejercer violencia para preservar la religión zoroástrica.
Gabriel de Sinjar murió poco después. Cuando los sasánidas fueron derrotados por los bizantinos, los miafisitas también cayeron en desgracia y los cristianos de todas las sectas fueron perseguidos.